# Ladislaus Károlyi

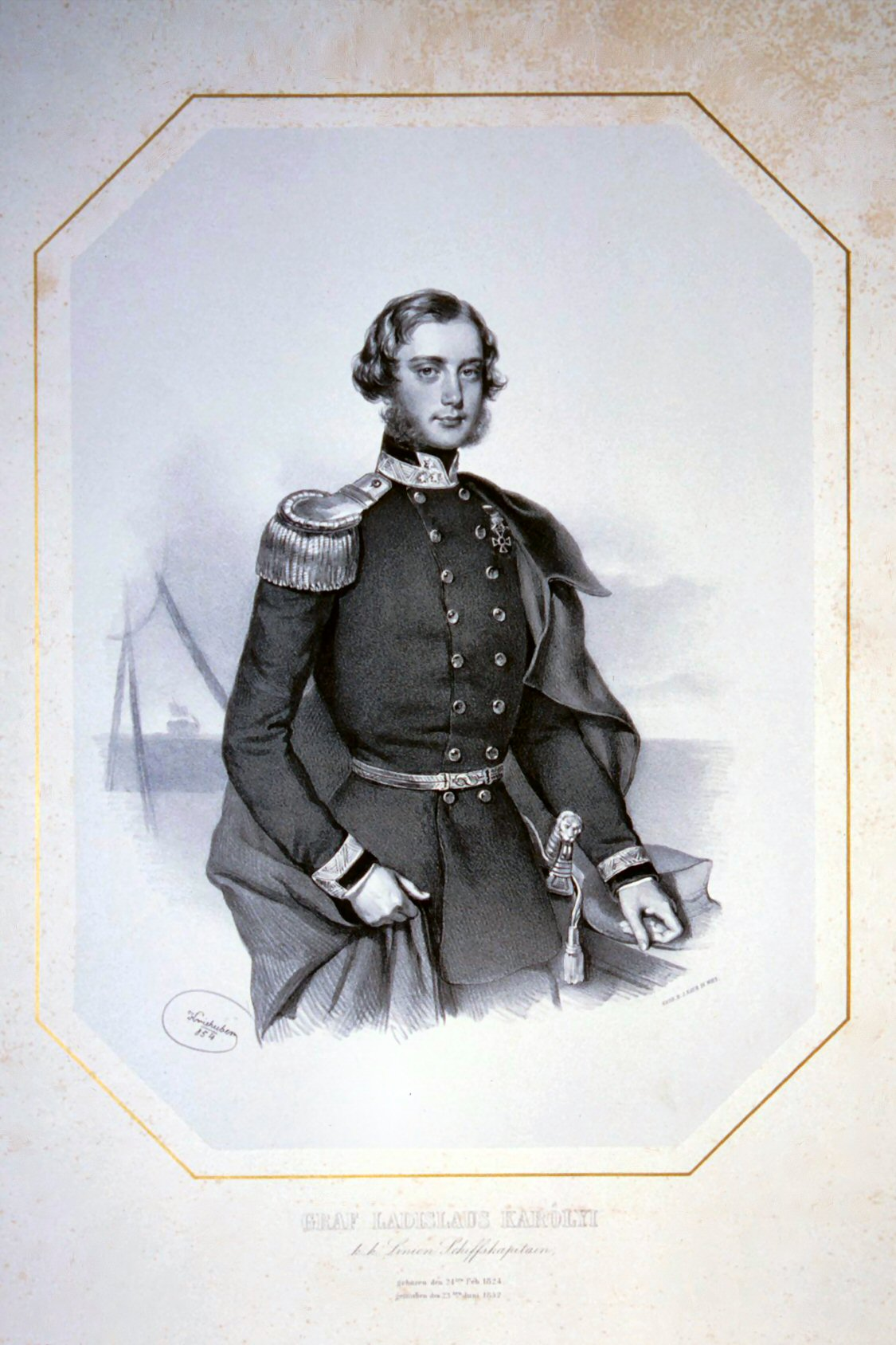
Ladislaus Graf Károlyi Lithographie von Josef Kriehuber, 1854

Ladislaus Graf Károlyi (* 26. Februar 1824; † 23. Juni 1852 in Triest, Kaisertum Österreich) war ein ungarischer k.k. Marineoffizier.

## Leben
Ladislaus Károlyi entstammt einer alten ungarischen Adelsfamilie, er war ein Urenkel des berühmten Feldzeugmeisters Anton Graf Antal Károlyi. 1841 trat er als Kadett in die k. k. Marine ein und vervollständigte seine wissenschaftliche Ausbildung für den Seedienst.
Bei der Marine verbleibend rückte er in verschiedenen Regimentern bis zum Hauptmann vor. Zur besseren Vorbereitung auf den Seedienst bewarb er sich bei der englischen Kriegsmarine. Er leistete Offiziersdienst auf den Schiffen Karisford und Colingwood. Mit diesem machte er eine Weltumsegelung mit und kehrte erst im Revolutionsjahr 1848 zurück. Bald darauf erhielt er das Kommando der Fregatte Bellona. Mit diesem Schiff machte er die Belagerung Venedigs (→Repubblica di San Marco) und die Beschießung Anconas mit.
Nach dem Fall von Venedig übernahm er das Kommando der Korvette Karolina, die er nach England, Dänemark und Russland führte. 1851  rüstete er die Novara aus und unternahm in Begleitung von Erzherzog Max Ferdinand eine Mittelmeerreise. 1851, kurz vor seinem frühen Tod, nahm er noch als Kommandant der Novara an Übungen in der Adria teil.

## Ehrungen
- Österreichisch-kaiserlicher Leopold-Orden (verliehen durch Kaiser Franz Joseph I.)